# 新エルサレム聖書
新エルサレム聖書（しんえるされむせいしょ）は、カトリック系の英語翻訳聖書であり、1985年に出版された『New Jerusalem Bible』を指す。頭文字を取ってNJBと略記もされる。

エルサレム聖書を参照のこと。